# Renate Lehner
Renate Lehner (22 de febrero de 1969) es una deportista austríaca que compitió en judo. Ganó una medalla de bronce en el Campeonato Europeo de Judo de 1988 en la categoría de –61 kg.

## Palmarés internacional
| Campeonato Europeo | Campeonato Europeo | Campeonato Europeo | Campeonato Europeo |
| Año                | Lugar              | Medalla            | Categoría          |
| ------------------ | ------------------ | ------------------ | ------------------ |
| 1988               | Pamplona (España)  | Medalla de bronce  | –61 kg             |